# 中业岛
中業島（英語：Thitu Island，直译：「铁峙岛」，直译：「希望岛」，越南语：／），位於南中国海南沙群島中業群礁中部，扼鐵峙水道之西，面積約0.4平方公里，高3.4米，是南沙群島第二大天然島。目前中業島由菲律宾实际控制，島上建有小型港口和飛機跑道，並住有約300名居民。
中華民國海軍在1971年因颱風避難撤出中業島後，菲律賓便乘機佔領中業島，其後於1978年將該島設為巴拉望省卡拉延市的行政中心至今。目前中華民國、中華人民共和國及越南亦宣稱對此島擁有主權。

## 名称

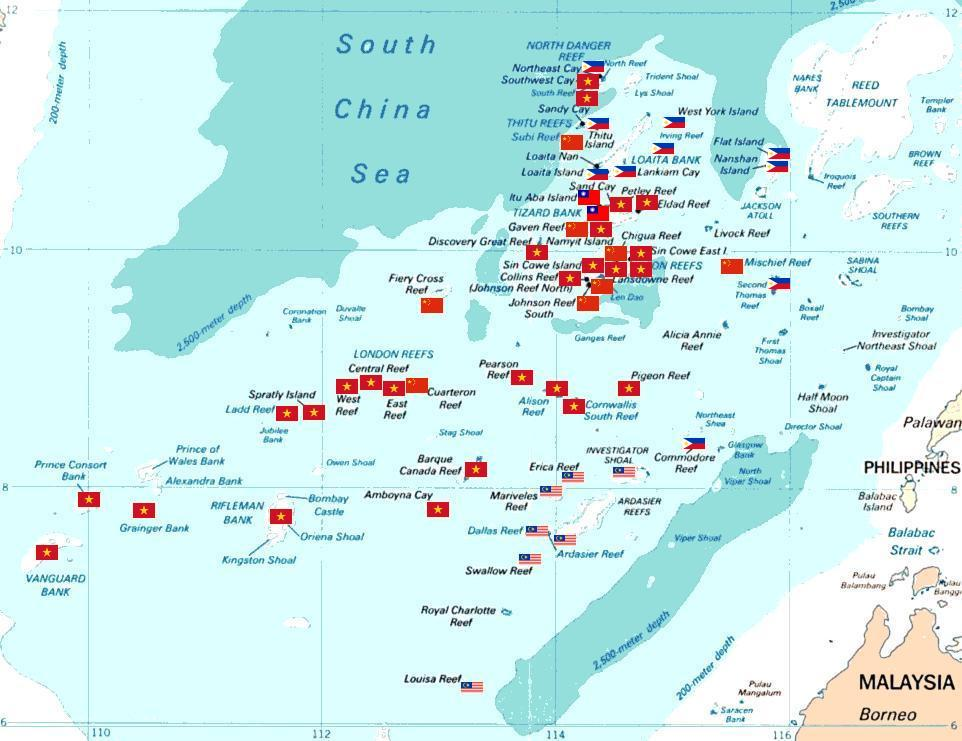
南海周邊諸國於南沙群島各島礁及沙洲的駐軍情況。

中業岛的英語名稱爲「Thitu Island」，实际上是源自「鐵峙」（海南话白话字：Hih-tu）的海南話讀音，是中國海南漁民对此岛的俗称。「Thitu Reefs and Island」之名及其水文地理详情，首见于1867年的英国《航海杂志》，是由英國皇家海軍测量船利福民号（HMS Rifleman）所勘测。
1933年，法國佔領南沙群島的13座島礁，其中包括此島，稱爲「L'île Thi-Thai」。1935年，中华民国水陆地图审查委员会审定公布《中国南海各岛屿华英名对照表》，其中「Thitu island and reef」被音译为「帝都島與羣礁」。1939年，日本佔領南沙群島，把此島命名爲「三角島」，直到1945年日本投降為止。
1946年12月，中華民國國民政府派遣中業號戰車登陸艦前往南沙群島。1947年10月，中华民国内政部公布《南海諸島新舊名稱對照表》，帝都羣礁更名爲「中業羣礁」，帝都島更名为「中業島」，以纪念首次抵達的該艦。
1971年4月，爲躲避颱風，駐中業島的中華民國國軍撤到太平島。7月底菲律賓派軍佔領中業島至今，並更名爲「巴牙沙島」，又譯作「派格阿薩島」、「帕加薩島」等，意爲「希望島」。

## 歷史
1933年
- 4月，法國佔領包括中業島在內的南沙群島13座小島，其時見到中业岛上有5名中國人[14]。
- 日本《新南群岛概况》记载，中业岛有渔民「栽种之甘薯」，「昔时有中华民国渔民居住于此岛，并种植椰子、木瓜、蕃薯和蔬菜等」。 [15]

1935年
- 中華民國水陸地圖審查委員會會刊4月公佈〈中國南海各島嶼圖〉，中業群礁名稱為「帝都島與群礁」[16][17]，可見中業島被命名為帝都島。

1939年
- 日本佔領南沙群島，把南沙群島為命名為「新南群島」，並把中業島命名為「三角島」[7]。

1946年
- 12月，中華民國國民政府派遣海軍代將林遵率「太平」號、「中業」號（英语：USS LST-717）前往南沙群島，姚汝鈺率「永興」號、「中建」號（英语：USS LST-716）前往西沙群島，巡視了中業島，並建碑測圖。[18][19]「中業島」一名正是為了紀念軍艦「中業」號前往南海諸島。[1]

1956年

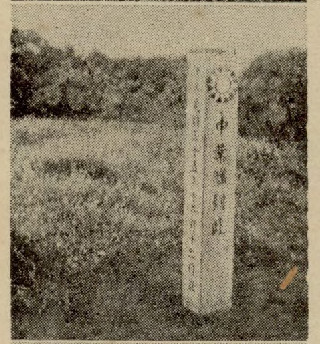
中業艦到此立碑

- 中華民國海軍先後派出立威部隊、威遠部隊和寧遠部隊三次巡察南沙群島。。[20][21]在巡弋過程中，曾在太平島、南威島、西月島重樹石碑、舉行升旗禮，並改編為「南沙守備區」，改派海軍陸戰隊守備太平島。
- 5月11日，馬尼拉航海學校校長湯瑪斯克羅馬帶同40人到南沙群島探險，並聲稱“發現”了中業島等9個主要島嶼，命名為「自由群島」[22]（Kalayaan，意指Freedom Land，自由地），成立「自由邦政府」。[23]
- 5月19日，菲律賓外交部長宣布卡拉延無主地先佔主權聲明。
- 7月，克洛馬派國務卿請菲律賓政府收自由邦為「保護邦」。中華民國威遠部隊派艦艇登陸搜索中業島[24]。
- 9月，克洛馬在菲律賓總統麥格塞塞的壓力下，以一比索將其王國出售給菲律賓。[23]
- 12月14日，克羅馬向菲律賓總統麥格塞塞遞交請願書，請求卡拉延自由領地成為菲律賓的保護國。
- 12月29日，菲律賓政府宣布接受克羅瑪的請求。

1963年
- 5月22日，越南共和國海軍香江號（英语：USS Oceanside）、芝陵號（英语：BRP Magat Salamat）和其和號（英语：USS Sentry (AM-299)）的船員在中業島豎立了一塊主權石碑。[25]

1971年
- 4月18日，因颱風温黛侵襲中業島[26]，中華民國政府下令中业岛上的全部驻军撤至太平岛躲避台风，颱風过后，再进行换防。[27][28]
- 7月29日，菲律賓趁機派遣部隊登陸中業島，之後將此島命名为「希望岛」（Pag-asa Island）[29][30]。根據2005年中華民國海軍陸戰隊司令部出版的《陸戰薪傳》一書[31]，當時中華民國海軍支隊長郝德雲上校，本來已經下令驅逐艦以主砲攻擊，打算一個小時內殲滅入侵的菲律賓軍隊，只是在開砲的前一刻接獲了國府的命令，要求他不得挑戰菲律賓人的行動。有評論認為這項不抵抗的命令或許是因為當年中華民國正面臨嚴峻的國際局勢，聯合國席位岌岌可危，重要盟邦接連斷交。蔣中正與蔣經國基於政權生存優先於領土完整的考量，決定避免在南海和東海與美國發生利益衝突[32]。

1978年
- 2月，菲律宾在中业岛上修建简易机场。菲律賓開始擴充南沙島礁上的兵力，並將此島設定為南沙群島的指揮中心。
- 6月11日，菲律賓總統费迪南德·马科斯簽署1596號總統令，正式把「自由邦」纳入菲律宾領土，把自由邦島礁連同附近海域劃入了“卡拉揚區域”，正式宣佈設立卡拉揚市。[23]

1982年
- 菲律賓總理維拉塔至中業島視察。

1980年
- 島上首次舉行選舉，Aloner M. Heraldo當選卡拉揚市市長（居民兩百餘人）。[23]

1992年
- 5月11日，島上首次舉行完全民主的選舉，Gil D. Policarpio當選卡拉揚市市長，任期為九年。[23]

2008年
- 3月28日，菲律賓空軍總司令卡登戈表示，該國即將把中業島上的軍用機場擴建，島上的跑道將加長，遭侵蝕的部份將修補，以維護C-130軍用機的起降安全；至於破舊的駐軍營房也將予以修繕保養，並為駐軍的營房修築工事。

2011年
- 7月20日，菲律賓國會議員登中業島，並宣示主權。[33]中華人民共和國外交部對菲律賓作出抗議。

2012年
- 4月24日，菲律宾宣布在中业岛开设小学，並将建设码头。[34][35]

2013年
- 2月，當地政府在島上設置太陽能電燈，建設市政大樓和學校大樓。[23]
- 10月28日，菲律賓在島上舉行派格阿薩村村長選舉，前菲律賓空軍飛行員羅伯托·迪蒙度（Roberto del Mundo）獲得61票，擊敗其餘兩名參選人接替因健康原因而不競選連任的維多利亞諾·蒙迪斯（Victoriano Montes），當選村長。

2021年
- 11月20日，菲律賓總統參選人兼參議員拉克森登上中業島宣示主權。《菲律賓每日詢問者報》11月22日報道，拉克森當日乘搭飛機登上在南海的中業島，豎立菲律賓國旗宣示主權。他除了以參議院國防安全委員會主席身份聽取軍方簡報，還與島上居民和菲律賓武裝部隊人員對話，了解他們對南海議題的看法。22日，他發表聲明稱，「這是我的國家，任何外國武裝部隊都不可以令我置身事外。」[36]

2023年
- 10月13日，中國人民解放軍海軍攀枝花艦以80公尺的距離跟蹤正前往司令礁執行定期輪換和補給任務的菲海軍「本格特」號，並試圖在中業島西南5.8海里處以350碼的最近點越過「本格特」號船頭。「本格特」號對「攀枝花」艦無線電喊話並稱中方違反避碰規則，並要求中國船隻避開『本格特』號。「攀枝花」艦並未改變航向，並表示九段線以內是中華人民共和國領海。[37]菲律賓軍方呼籲中國停止在南海的各項「不安全行為」。中華人民共和國外交部發言人毛宁則表示，菲律賓非法侵占中業島，嚴重侵犯中方主權，其军舰在中业岛附近海域航行巡逻合理合法。[38][39]
- 12月1日，菲律賓在中業島啟用新監察基地。[40]

## 生態資源
中業島是一個天然形成的島嶼，島上有茂密的叢林，是海鳥的棲息地，島嶼中部形成鳥糞層，土地肥沃。南沙海域渔业资源也很丰富，正因如此，这里渔业纠纷时常发生。

## 島上狀況

### 水源
- 一口淡水井。
- 一座海水淡化廠。

### 電力
- 一座柴油發電廠。
- 計畫建設一座太陽能發電廠。

### 建築
- 有一家商店、一所市政廳及選舉辦公室、多座民居為輕木搭建的棚屋。
- 軍營靠近海邊，有兩座40mm口徑的（防空）高射機槍；建有一座八層樓高的瞭望塔。

### 人口
- 島上有50名菲軍士兵，兵種包括海陸空三軍。每六個月輪換駐守。
- 2000年人口普查顯示，除部隊外，島上約有300居民，12戶人家；近期有約200個居民[23]，基本上均為漁民，有兒童在島上生活。

### 運輸

#### 空運
有跑道長度1,300公尺、寬度90公尺、方向09/27。搭乘C-130飛機從巴拉望島至本島約25分鐘。

#### 海運
2020年6月，西北方港池建設完成，並在飛機跑道西端增設船艦停靠設施。